# Бёдкер, Мадс
Мадс Бёдкер (дат. Mads Bødker, род. 31 августа 1987 года в Копенгагене, Дания) — датский хоккеист, защитник, старший брат нападающего Миккеля Бёдкера.
Завершил карьеру в 2016 году.

## Карьера
Начал свою карьеру в сезоне 2003/04 в клубе «Рёдовре Майти Буллз» из Рёдовре, Дания. Сыграв в 3 чемпионатах Датской хоккейной лиги, переехал в Швецию, где в сезонах 2006/07 — 2010/11 выступал за клуб «Рёгле».
Затем, сыграв по сезону в ХК «Лександ» и «Мальмё Редхокс», Бёдкер, в сезоне 2013/14 выступал в чемпионате ВХЛ за клуб «Южный урал» из Орска и «Дюссельдорф» в немецкой хоккейной лиге. После этого вернулся на родину и с сезона 2014/15 играл за «Сённерйюск».
За национальную сборную Дании Мадс выступал с 2006 года. Участник 7 чемпионатов мира. Часто выходил играть вместе со своим младшим братом Миккелем.

## Статистика
| Легенда | Легенда                    | Легенда | Легенда                   | Легенда | Легенда    |
| ------- | -------------------------- | ------- | ------------------------- | ------- | ---------- |
| И       | Количество проведённых игр | Штр     | Штрафное время            | +/−     | Плюс-минус |
| Г       | Голы                       | П       | Голевые передачи          | О       | Очки       |
| -       | Статистика неизвестна      | —       | Статистика не учитывалась |         |            |